# قپانوری
قَپانوری روستایی است از توابع شهرستان بروجرد در استان لرستان. این روستا در دهستان دره‌صیدی در بخش مرکزی این شهرستان قرار دارد.

## جمعیت
بنابر سرشماری مرکز آمار ایران، جمعیت قپا‌‌نوری در سال ۱۳۸۵ برابر با ۲۶۶ نفر بوده‌است که از این میان ۱۴۹ نفر مرد و بقیه زن بوده‌اند. این روستا ۶۷ خانوار دارد.